# NGC 2499
NGC 2499 este o galaxie spirală situată în constelația Câinele Mic. A fost descoperită în 25 martie 1864 de către Albert Marth.